# Mazzorbo
Mazzorbo – wyspa położona na północny wschód od historycznego centrum Wenecji w Północnych Włoszech, sąsiaduje od zachodu z wyspą Burano, z którą jest połączona mostem.
Wyspa administracyjnie należy do Municipalità di Venezia-Murano-Burano.
Wyspa ma kształt zbliżony do prostokąta, w którym dłuższy bok ma około 880 m długości. Na wyspie znajdują się tereny uprawne, na których uprawiane są przede wszystkim karczochy. Na Mazzorbo zlokalizowany jest ośrodek rekreacyjny, zaprojektowany przez Giancarla De Carlo, cmentarz oraz szeregi domów mieszkalnych.
Wyspę zasiedlali w VI-VII w, uciekający podczas najazdów barbarzyńskich mieszkańcy rzymskiego miasta Altinum, wypierając z tych terenów Bizantyjczyków. Pod koniec XIII w. wybudowano Kościół św. Katarzyny, dzwonnica z 1318.